# Körösivánd
Körösivánd (Ionești) település Romániában, a Partiumban, Arad megyében.

## Fekvése
Brád északnyugati, Nagyhalmágy délnyugati szomszédjában, a Fehér-Körös jobb partján, fekvő település.

## Története
Ivánfalva nevét 1441-ben , majd 1445-ben említette először oklevél Iwanfalwa néven, mint a világosi várhoz tartozó települést. 1760–1762 között Jionesti, 1808-ban Juonesd, Jonesdorf, Givonesti ~ Juanesti, 1913-ban Körösivánd néven írták.
1910-ben 375 lakosából 374 román, görögkeleti ortodox volt.
A trianoni békeszerződés előtt Arad vármegye Nagyhalmágyi járásához tartozott.

## Nevezetességek
- Vértanú Szent Györgynek szentelt fatemploma 1730-ban épült, a romániai műemlékek jegyzékében az AR-II-m-B-00614 sorszámon szerepel.[2]

## Galéria

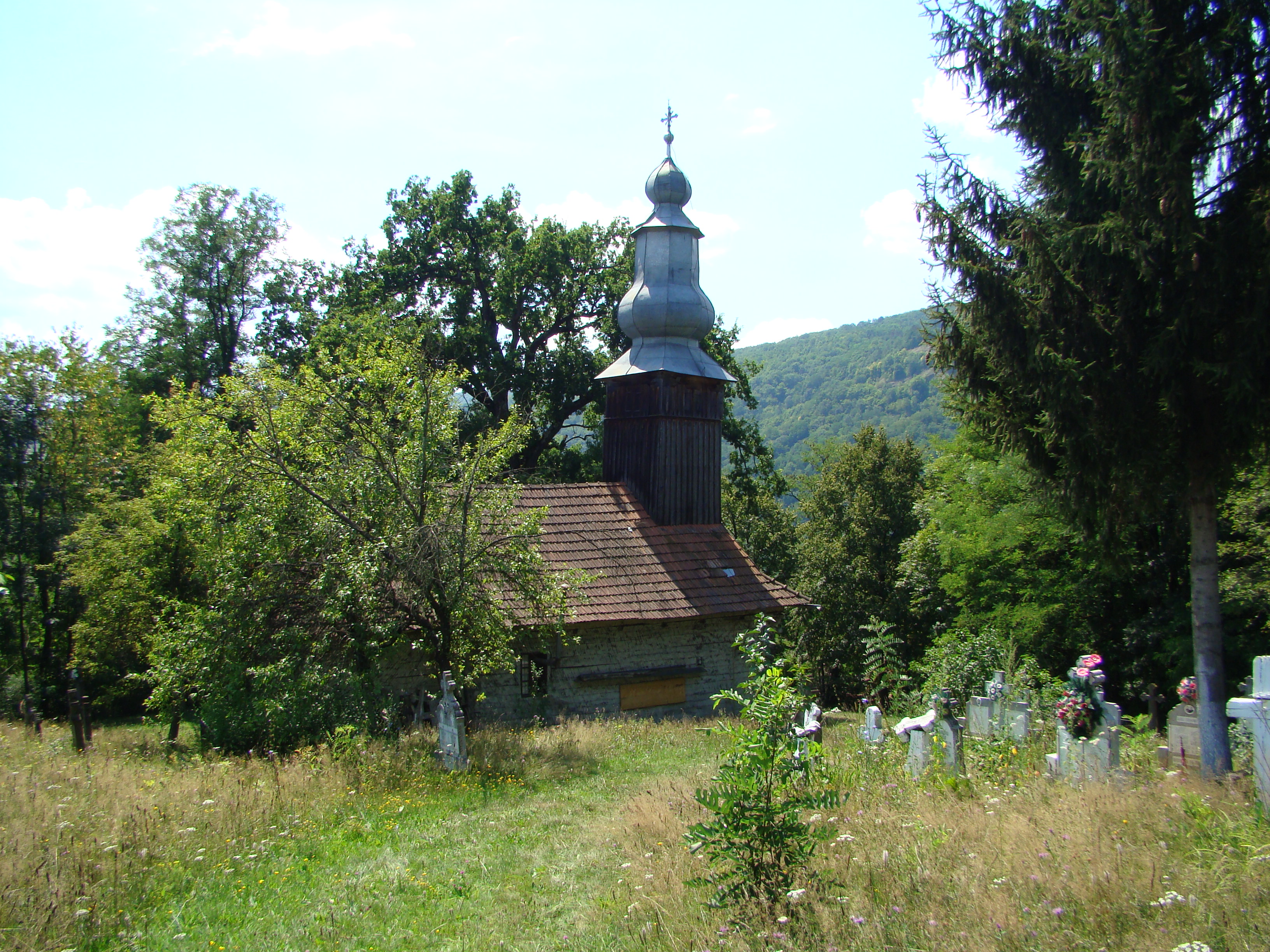
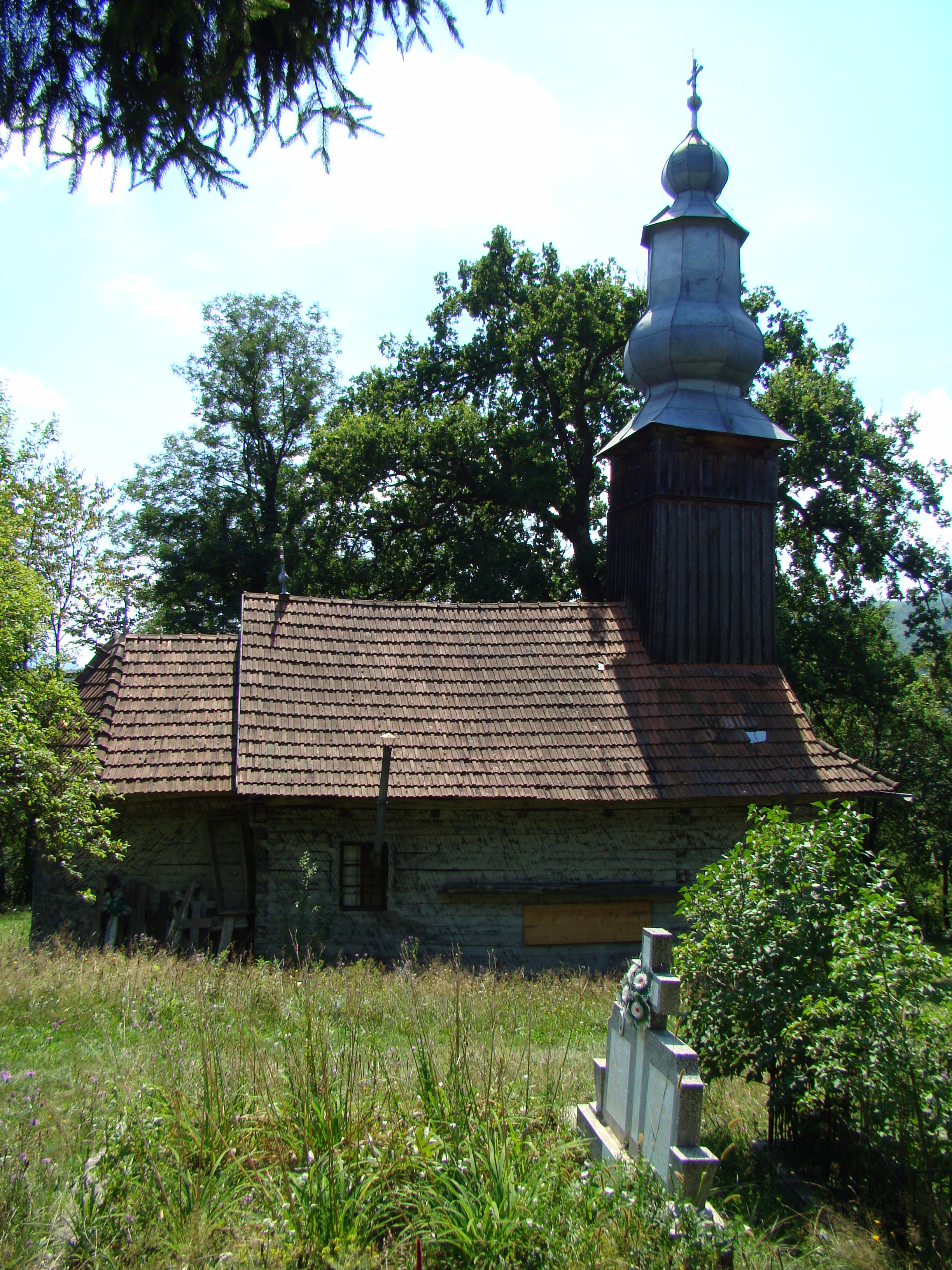
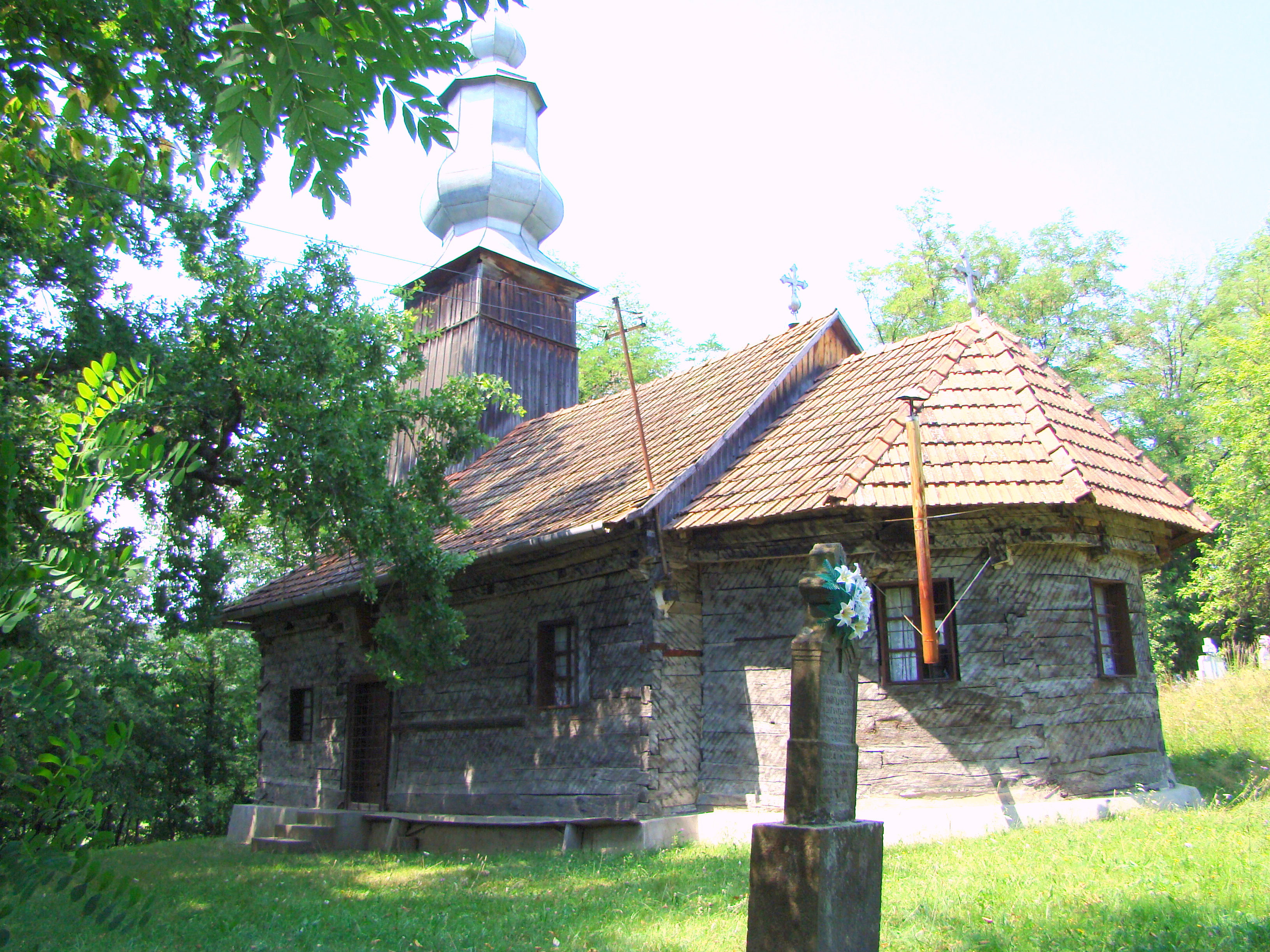
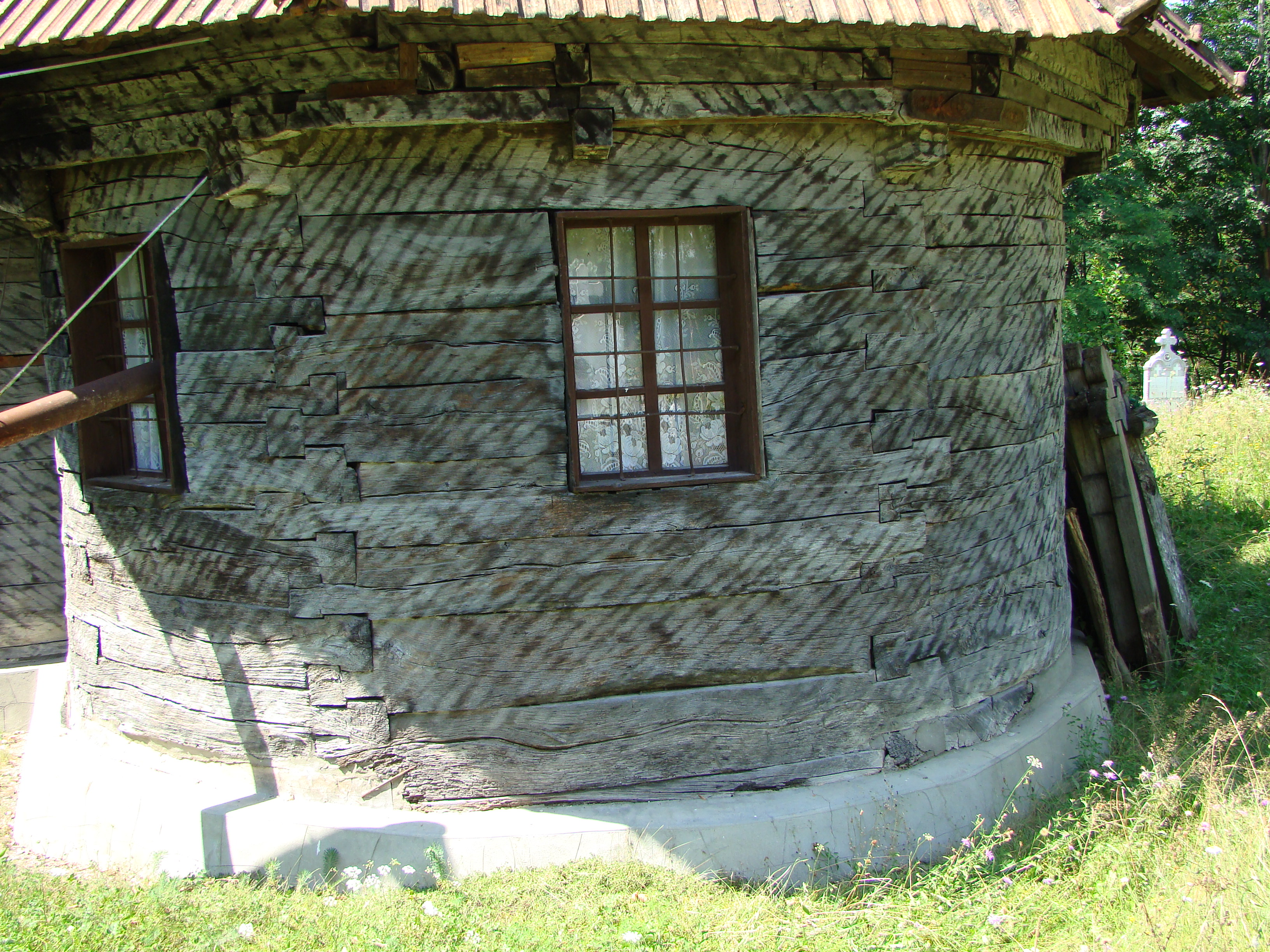
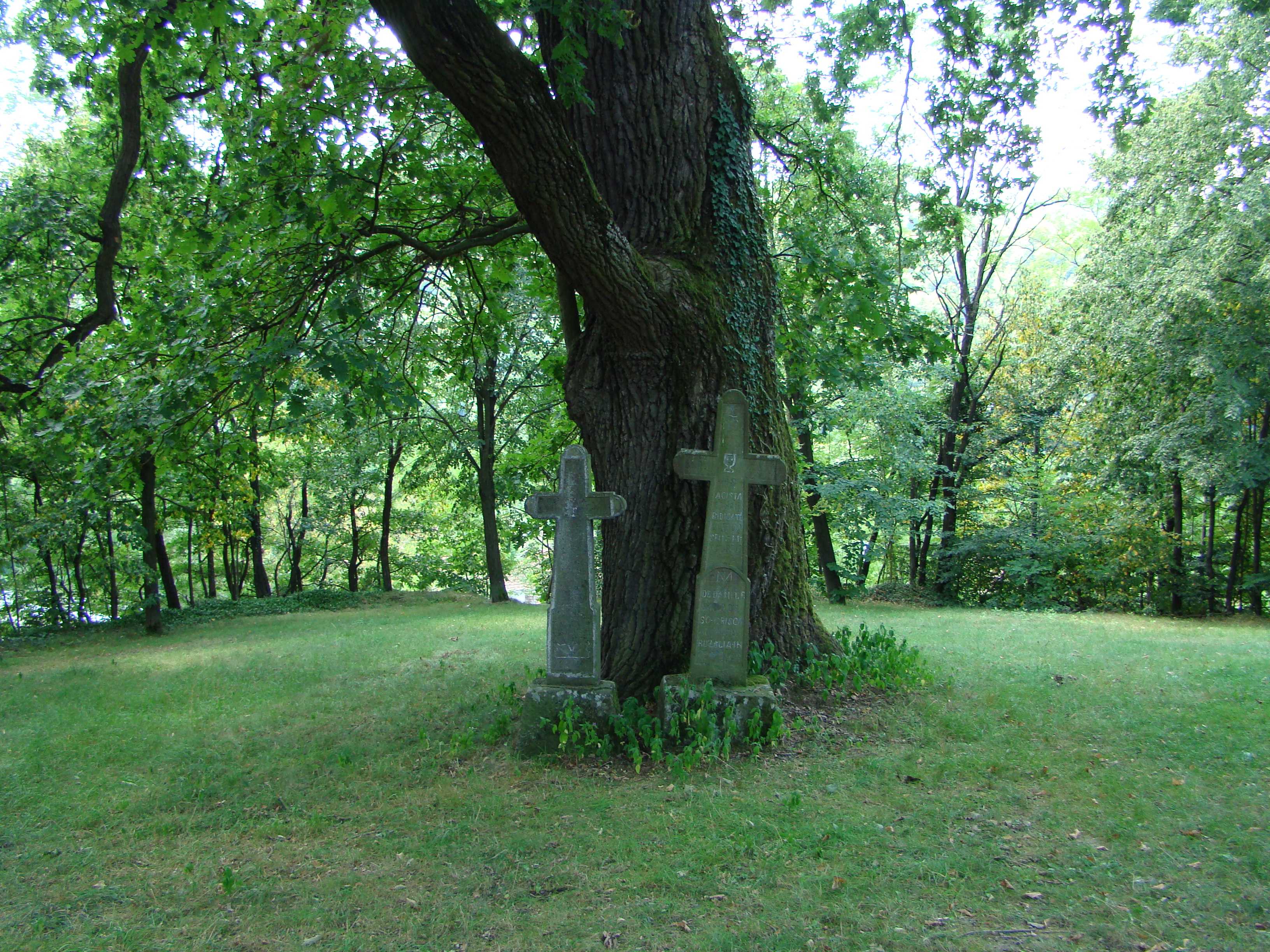
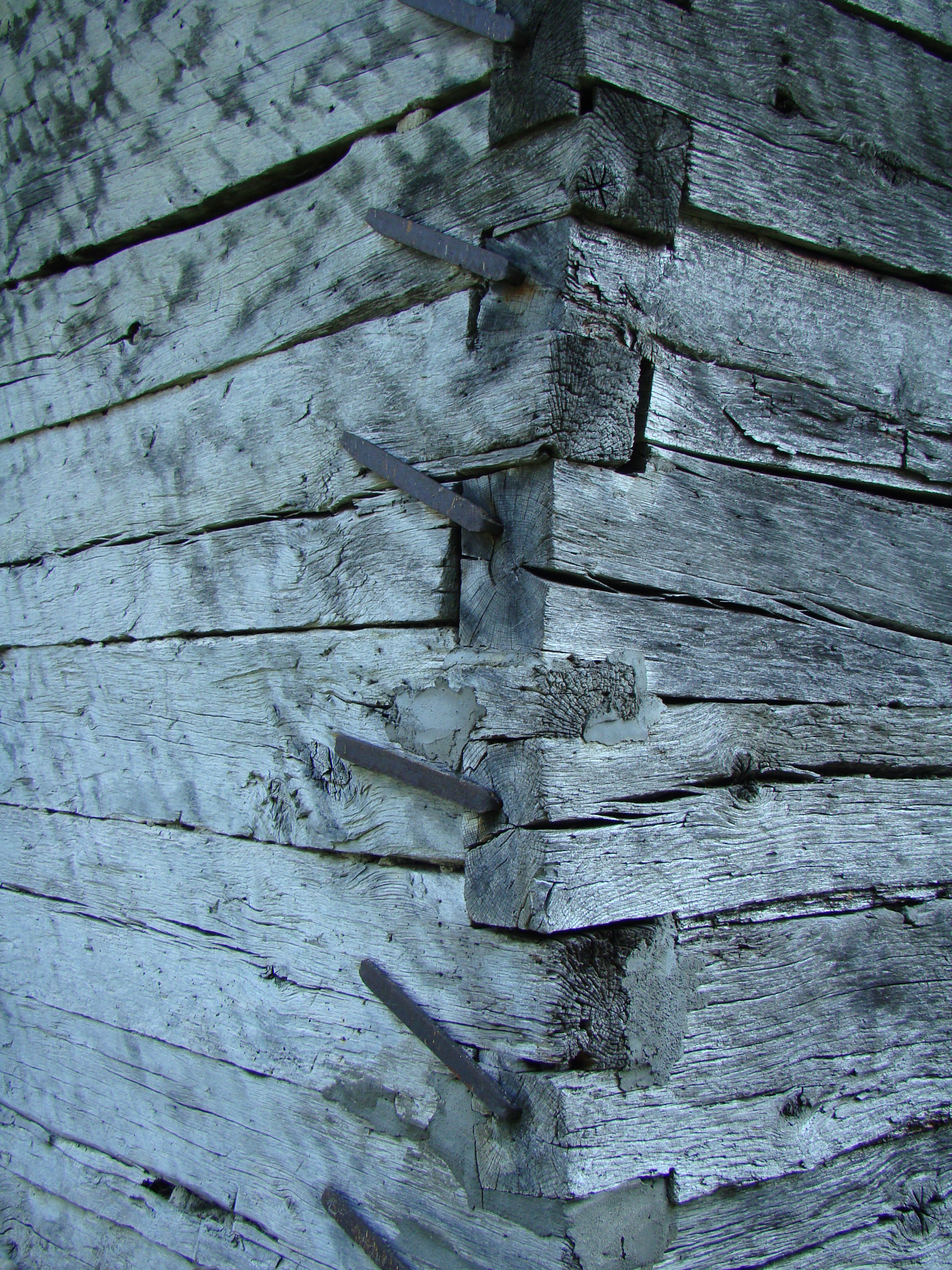
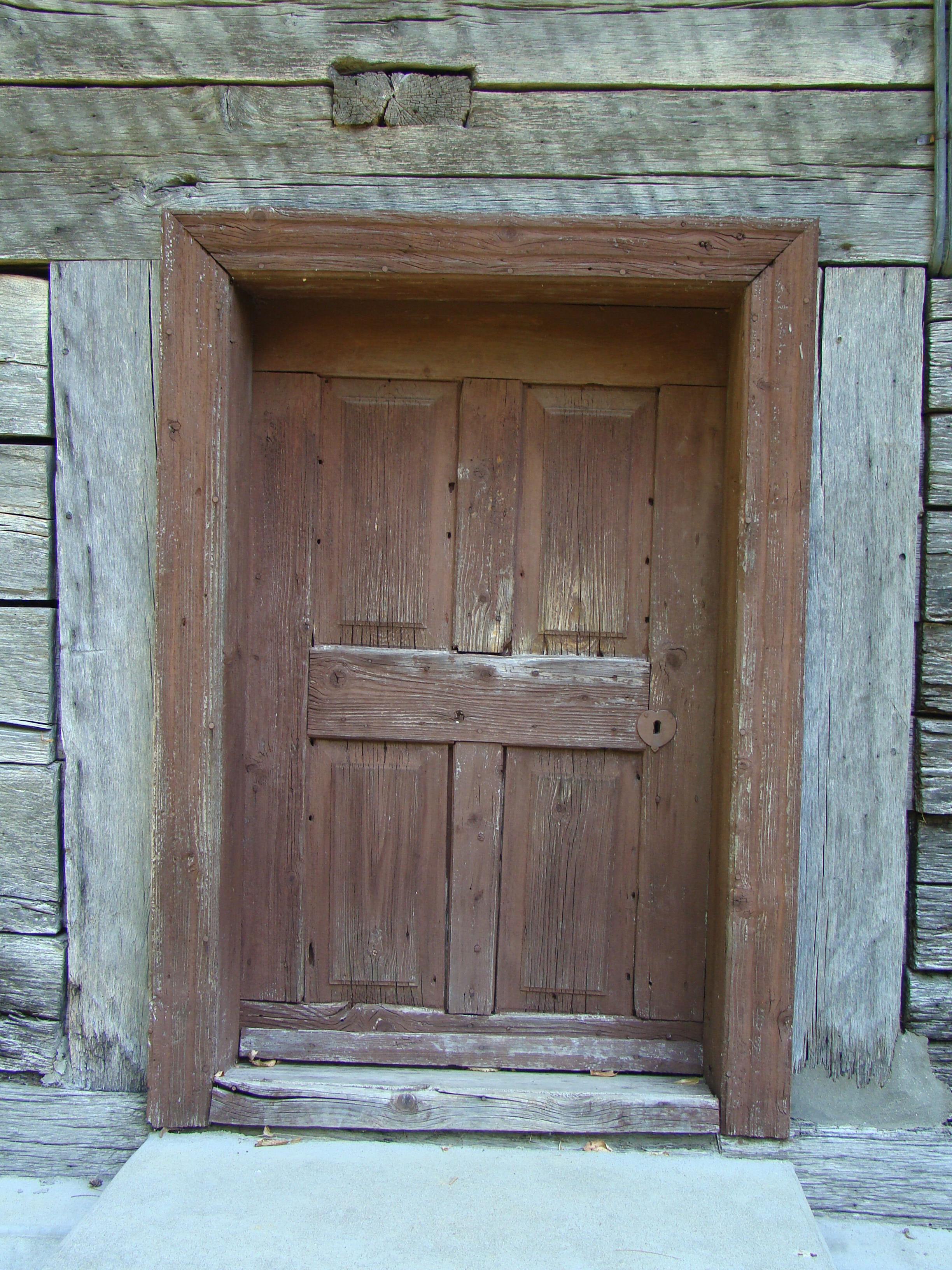
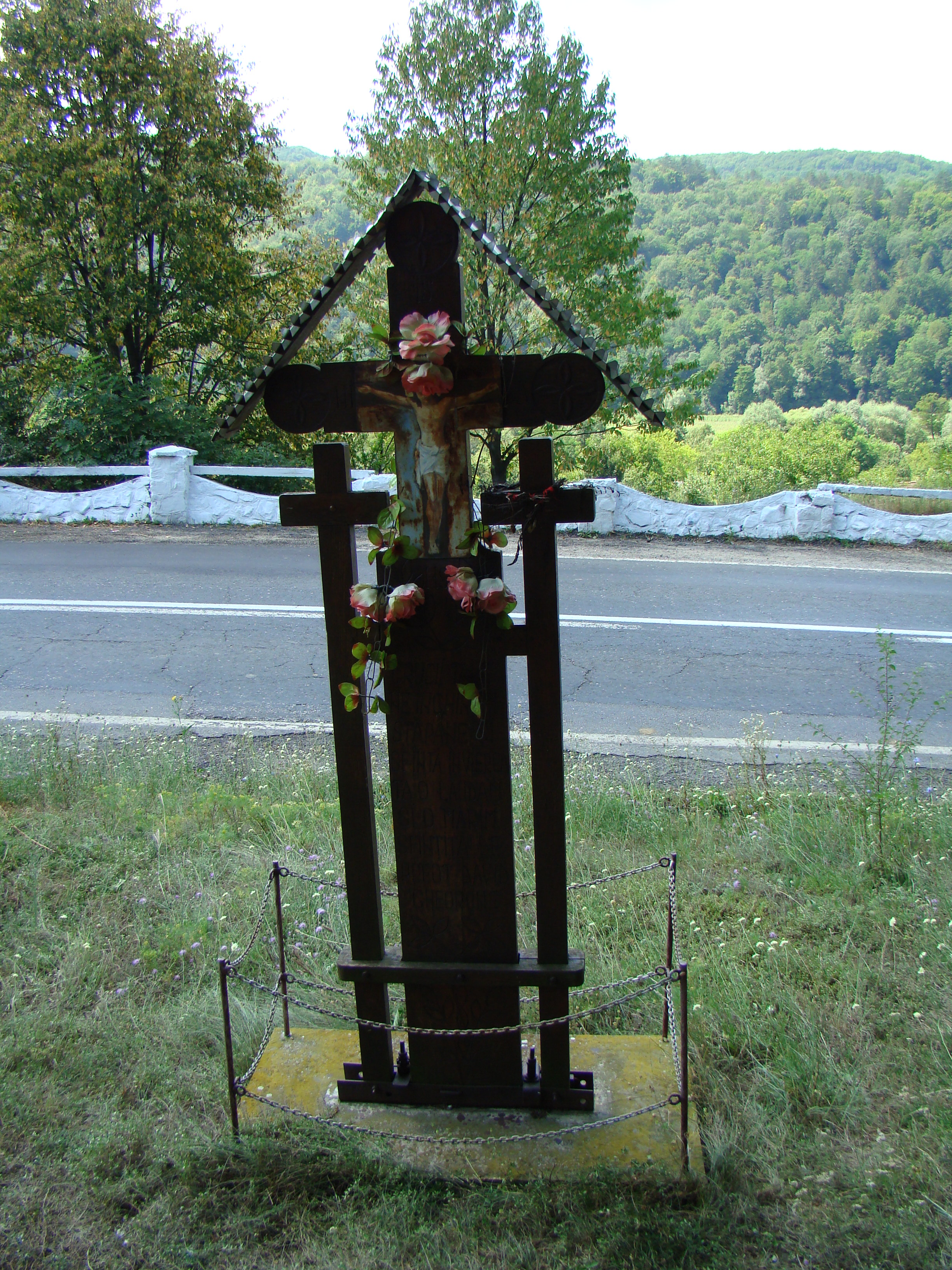
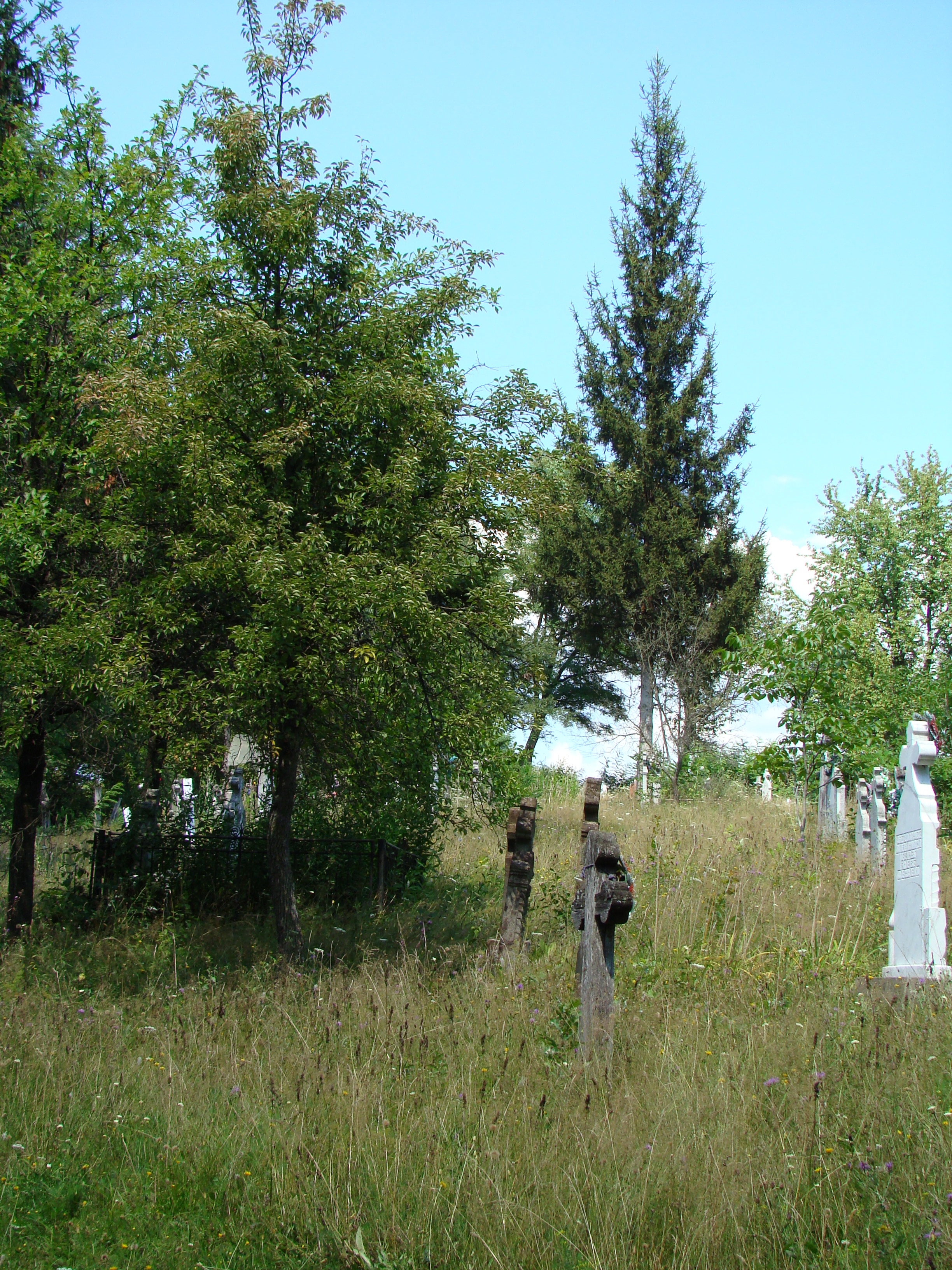